# Ursidae
Ursidés, Ours
Ne doit pas être confondu avec les Ursides.
« Ours » redirige ici. Pour les autres significations, voir Ours (homonymie).
Famille
Sous-familles de rang inférieur
- Ailuropodinae (avec le Grand panda)
- Tremarctinae (avec l'Ours à lunettes)
- Ursinae
- † Amphicynodontinae
- † Hemicyoninae

Les ours forment la famille de mammifères des Ursidés (Ursidae), de l'ordre des Carnivores (Carnivora). Le Grand panda, dont la classification a longtemps prêté à débat, est aujourd'hui considéré comme un ours herbivore au sein de cette famille,. Il n'existe que huit espèces d'ours vivantes réparties dans une grande variété d'habitats, à la fois dans l'hémisphère Nord et dans une partie de l'hémisphère Sud. Les ours vivent sur les continents d'Europe, d'Amérique, et en Asie.
Les ours modernes ont comme caractéristiques un corps grand, trapu et massif, un long museau, un pelage dense, des pattes plantigrades à cinq griffes non rétractiles et une queue courte. L'ours blanc est principalement carnassier. Le panda géant se nourrit presque exclusivement de bambou. Les six autres espèces sont omnivores, leur alimentation variée comprend essentiellement des plantes et des animaux.
Sauf en période de reproduction et d'éducation  des jeunes, les ours sont solitaires. Généralement diurnes, ils sont aussi éventuellement actifs la nuit ou au crépuscule, en particulier autour des zones d'habitation humaine. On les dit parfois « nocto-diurnes ». Les ours peuvent, malgré leur corpulence, courir rapidement, nager et escalader certaines parois ou des arbres. Cavernicoles, ils se réfugient volontiers dans des grottes, cavernes et tanières. La plupart des espèces y passent la saison froide à dormir (hivernation).
Les ours sont chassés depuis la préhistoire pour leur viande et leur fourrure. Ils ont joué un rôle de premier plan dans la culture (mythologie, légendes, etc.) et les arts. À l'époque moderne, les populations d'ours sont victimes de pressions (comme celles des éleveurs dans les Pyrénées), de l’empiétement de l'humain sur leur habitat naturel, de l'artificialisation et de la fragmentation des forêts, ainsi que du commerce illicite, notamment le marché asiatique de la bile d'ours. L'UICN a classé six espèces d'ours comme vulnérables ou menacées d'extinction. L'ours brun pourrait disparaître dans certains pays européens. Le braconnage et le commerce international des populations les plus en danger sont interdits, mais se pratiquent toujours illégalement.

## Histoire
L'ours a largement marqué la culture humaine à travers des rites et des traditions attestés de l'Europe aux Amériques et en Asie, et a donné lieu à une abondante culture populaire. Théophraste, dans son traité Des odeurs, dit que la chair de l'animal croît si on la conserve, même cuite, pendant le temps de leur retraite. Il dit encore que, lors de l'hivernation, on ne trouve en lui aucune trace d'aliments et que son ventre ne contient qu'une très petite quantité de liquide ; de même dans leur cœur pour le sang, et que le reste du corps n'en contient pas du tout. À leur sortie, au printemps, ils consomment une certaine herbe nommée en grec ancien ἄρον / áron).

## Caractéristiques physiques et biologiques
Tous les ours ont un grand corps trapu et massif, des membres puissants, un pelage dense et hirsute, une queue courte, des oreilles rondes, un long museau ou truffe, de grandes capacités olfactives (lui permettant de détecter une présence à 50 mètres) et d'audition, de larges pattes plantigrades à cinq griffes non rétractiles. Un ours vit de 25 à 40 ans.
Il a été constaté, notamment grâce aux techniques de pêche, que les ours se servent plutôt de la patte gauche, laissant supposer une latéralité du comportement de l'animal. Michel Pastoureau remarque : « Deux auteurs, l'un médiéval, l'autre moderne ont en effet remarqué que l'ours se servait plus fréquemment de sa patte gauche que de sa droite et en ont conclu — un peu rapidement — qu'il était gaucher ».

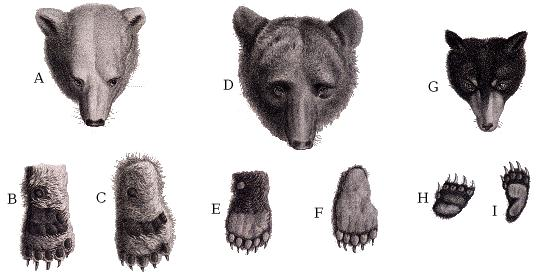
Parties caractéristiques de l'ours blanc, brun et noir :
A : tête d'un ours blanc
B : patte avant
C : patte arrière
D : tête d'un ours brun
E : patte avant
F : patte arrière
G : tête d'un ours noir
H : patte avant
I : patte arrière

| Comparaison des mensurations de quelques ours | Comparaison des mensurations de quelques ours | Comparaison des mensurations de quelques ours | Comparaison des mensurations de quelques ours |
| Nom                                           | Longueur (cm)                                 | Poids du mâle adulte (kg)                     | Poids de la femelle adulte (kg)               |
| --------------------------------------------- | --------------------------------------------- | --------------------------------------------- | --------------------------------------------- |
| Ours à collier                                | 130 - 190                                     | 100 - 200                                     | 50 - 125                                      |
| Ours lippu                                    | 140 - 190                                     | 80 - 140                                      | 55 - 95                                       |
| Ours à lunettes                               | 140 - 190                                     | 100 - 155                                     | 64 - 82                                       |
| Ours noir                                     | 150 - 200                                     | 120 - 270                                     | 75 - 120                                      |
| Ours brun                                     | 170 - 280                                     | 135 - 390                                     | 95 - 205                                      |
| Ours blanc                                    | 190 - 260                                     | 300 - 730                                     | 98 - 450                                      |

## Taxonomie
Cette famille a été décrite pour la première fois en 1817 par le naturaliste saxon Gotthelf Fischer von Waldheim (1771-1853).

### Liste des genres et espèces actuelles

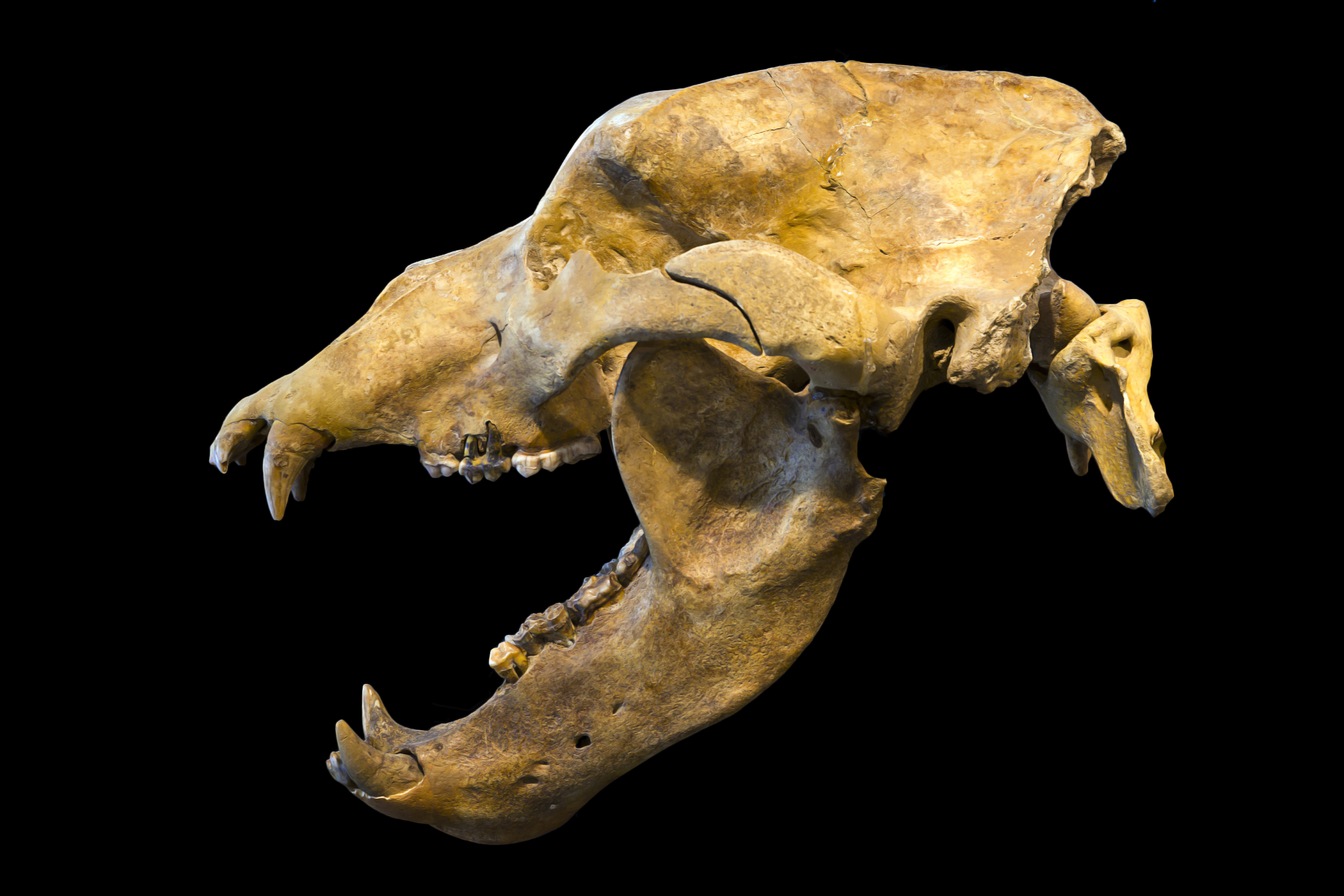
Crâne d'ours des cavernes, Ursus spelaeus

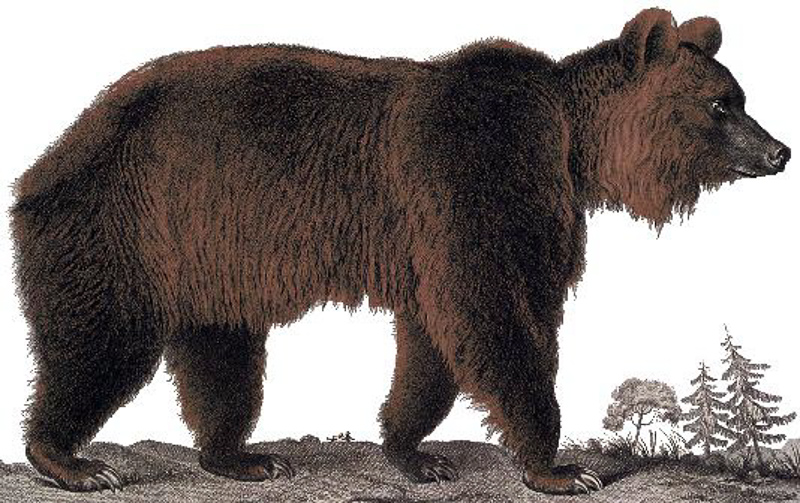
Ours brun (Ursus arctos arctos).

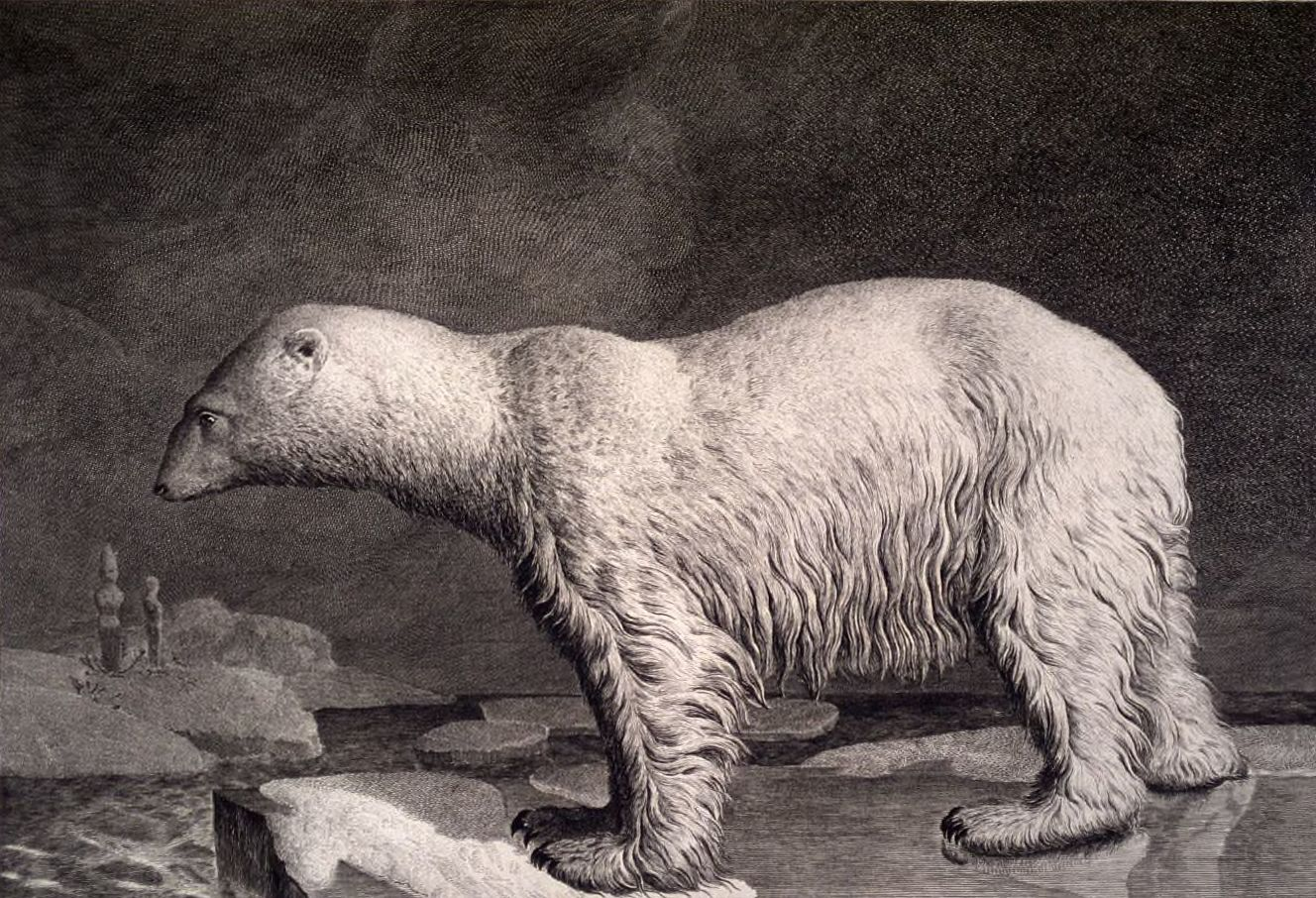
Dessin d'un Ours blanc (Ursus maritimus).

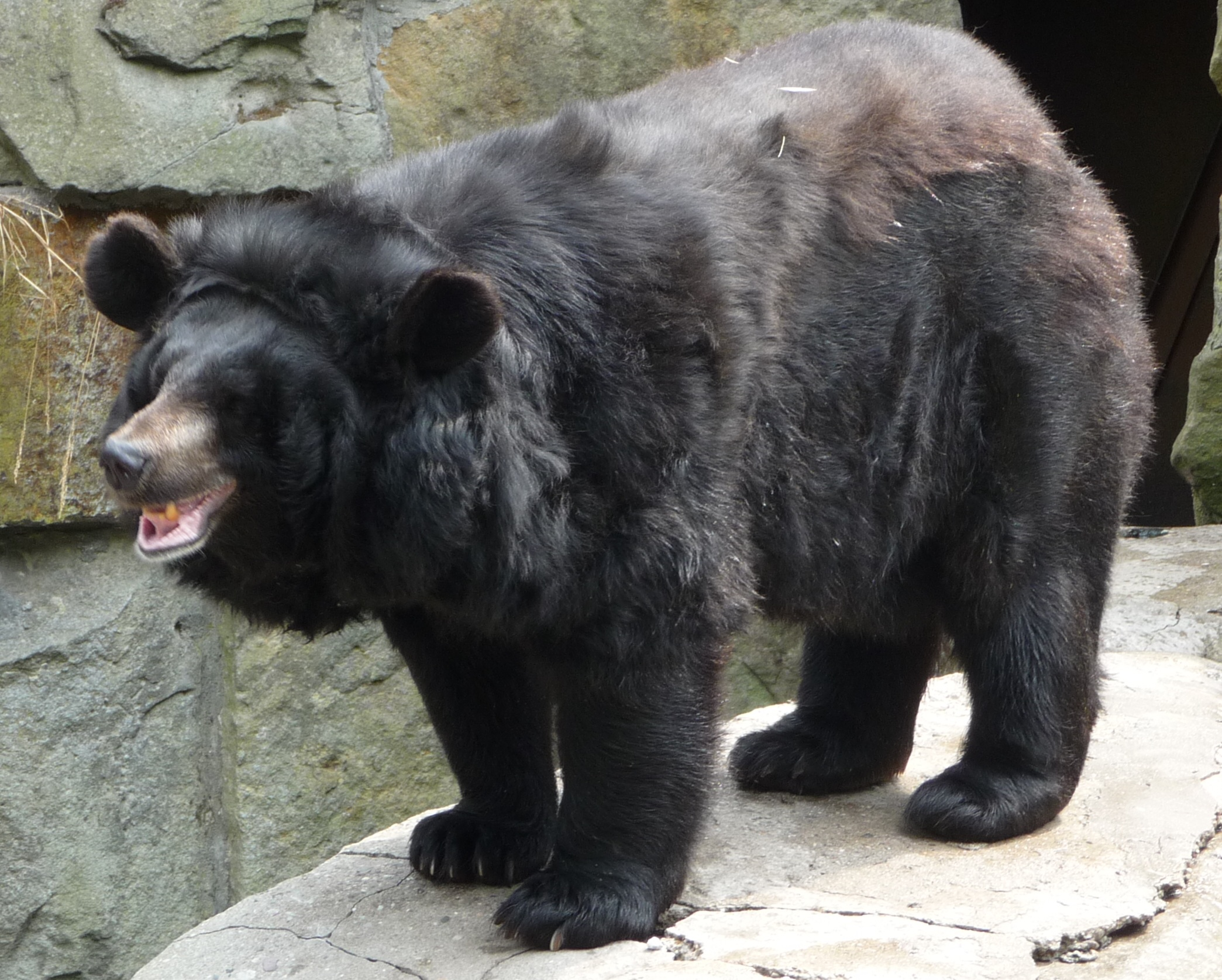
Ursus thibetanus

Genres et espèces actuelles selon ITIS (4 juillet 2015) et Mammal Species of the World (version 3, 2005)  (4 juillet 2015):
- Genre Ailuropoda Milne-Edwards, 1870
  - Ailuropoda melanoleuca (David, 1869) – le Panda géant
- Genre Helarctos Horsfield, 1825
  - Helarctos malayanus (Raffles, 1821) – l'Ours malais
- Genre Melursus Meyer, 1793
  - Melursus ursinus Shaw, 1791  - l'Ours lippu
- Genre Tremarctos Gervais, 1855
  - Tremarctos ornatus (F. G. Cuvier, 1825) – l'Ours à lunettes
- Genre Ursus Linnaeus, 1758
  - Ursus americanus Pallas, 1780 – l'Ours noir
  - Ursus arctos Linnaeus, 1758 - l'Ours brun
  - Ursus maritimus Phipps, 1774 – l'Ours blanc
  - Ursus thibetanus Cuvier, 1823 – l'Ours noir d'Asie

Diverses études classent les genres actuels en trois sous-familles distinctes,:
- Sous-famille Ailuropodinae Grevé, 1894
  - Genre Ailuropoda Milne-Edwards, 1870
- Sous-famille Tremarctinae Merriam & Stock, 1925
  - Genre Tremarctos Gervais, 1855
- Sous-famille Ursinae Fischer von Waldheim, 1817
  - Genre Helarctos Horsfield, 1825
  - Genre Melursus Meyer, 1793
  - Genre Ursus Linnaeus, 1758

### Liste des taxons éteints
Sous-familles et genres fossiles d'après Paleobiology Database (novembre 2015):

- Dans la sous-famille Ailuropodinae:
  - Genre † Agriarctos
- Sous-famille † Amphicynodontinae Simpson, 1945
- Sous-famille † Hemicyoninae Frick, 1926
- Dans la sous-famille Tremarctinae:
  - Genre † Arctodus Leidy, 1854, les ours à face courte
  - Genre † Arctotherium Bravard, 1857
  - Genre † Plionarctos Frick, 1926
- Dans la sous-famille Ursinae:
  - Genre †Indarctos Pilgrim, 1913

En 2011, des chercheurs espagnols annoncent la découverte d'une nouvelle espèce d'ailuropodinés anciens baptisée Agriarctos beatrix rebaptisé Kretzoiarctos beatrix dans un nouveau genre qui aurait vécu en Espagne au Miocène.

## Phylogénie
Les ursidés sont une famille d'évolution tardive, ils partagent un ancêtre commun avec les canidés, et un plus récent avec les mustélidés et les pinnipèdes.
L'ancêtre des mustélidés et des pinnipèdes a divergé de celui des ours il y a environ 30 Ma. L'ours à lunettes s'est séparé des autres ours il y a environ 13 millions d'années. Les six espèces distinctes d'ursinés sont apparues il y a environ 6 millions d'années. Les témoignages fossiles et l'analyse de leurs ADN ont montré que l'ours blanc a divergé de l'ours brun il y a environ 200 000 ans.
Phylogénie des espèces actuelles d'ours, d'après Yu et al. (2007) et Nyakatura et al. (2012) :
|  | Ursus arctos (l'Ours brun)     |
|  |                                |
|  | Ursus maritimus (l'Ours blanc) |
|  |                                |

|  | Helarctos malayanus (l'Ours malais)                                                                   |
|  | |
|  | \| \| Ursus americanus (l'Ours noir) \| \| \| \| \| \| Ursus thibetanus (l'Ours du Tibet) \| \| \| \| |
|  | |
|  | Ursus americanus (l'Ours noir)                                                                        |
|  | |
|  | Ursus thibetanus (l'Ours du Tibet)                                                                    |
|  | |

|  | Ursus americanus (l'Ours noir)     |
|  |                                    |
|  | Ursus thibetanus (l'Ours du Tibet) |
|  |                                    |

|  | Ursus arctos (l'Ours brun)     |
|  |                                |
|  | Ursus maritimus (l'Ours blanc) |
|  |                                |

|  | Helarctos malayanus (l'Ours malais)                                                                   |
|  | |
|  | \| \| Ursus americanus (l'Ours noir) \| \| \| \| \| \| Ursus thibetanus (l'Ours du Tibet) \| \| \| \| |
|  | |
|  | Ursus americanus (l'Ours noir)                                                                        |
|  | |
|  | Ursus thibetanus (l'Ours du Tibet)                                                                    |
|  | |

|  | Ursus americanus (l'Ours noir)     |
|  |                                    |
|  | Ursus thibetanus (l'Ours du Tibet) |
|  |                                    |

|  | Ursus arctos (l'Ours brun)     |
|  |                                |
|  | Ursus maritimus (l'Ours blanc) |
|  |                                |

|  | Helarctos malayanus (l'Ours malais)                                                                   |
|  | |
|  | \| \| Ursus americanus (l'Ours noir) \| \| \| \| \| \| Ursus thibetanus (l'Ours du Tibet) \| \| \| \| |
|  | |
|  | Ursus americanus (l'Ours noir)                                                                        |
|  | |
|  | Ursus thibetanus (l'Ours du Tibet)                                                                    |
|  | |

|  | Ursus americanus (l'Ours noir)     |
|  |                                    |
|  | Ursus thibetanus (l'Ours du Tibet) |
|  |                                    |

|  | Ursus arctos (l'Ours brun)     |
|  |                                |
|  | Ursus maritimus (l'Ours blanc) |
|  |                                |

|  | Helarctos malayanus (l'Ours malais)                                                                   |
|  | |
|  | \| \| Ursus americanus (l'Ours noir) \| \| \| \| \| \| Ursus thibetanus (l'Ours du Tibet) \| \| \| \| |
|  | |
|  | Ursus americanus (l'Ours noir)                                                                        |
|  | |
|  | Ursus thibetanus (l'Ours du Tibet)                                                                    |
|  | |

|  | Ursus americanus (l'Ours noir)     |
|  |                                    |
|  | Ursus thibetanus (l'Ours du Tibet) |
|  |                                    |

|  | Ursus arctos (l'Ours brun)     |
|  |                                |
|  | Ursus maritimus (l'Ours blanc) |
|  |                                |

|  | Helarctos malayanus (l'Ours malais)                                                                   |
|  | |
|  | \| \| Ursus americanus (l'Ours noir) \| \| \| \| \| \| Ursus thibetanus (l'Ours du Tibet) \| \| \| \| |
|  | |
|  | Ursus americanus (l'Ours noir)                                                                        |
|  | |
|  | Ursus thibetanus (l'Ours du Tibet)                                                                    |
|  | |

|  | Ursus americanus (l'Ours noir)     |
|  |                                    |
|  | Ursus thibetanus (l'Ours du Tibet) |
|  |                                    |

|  | Ursus arctos (l'Ours brun)     |
|  |                                |
|  | Ursus maritimus (l'Ours blanc) |
|  |                                |

|  | Helarctos malayanus (l'Ours malais)                                                                   |
|  | |
|  | \| \| Ursus americanus (l'Ours noir) \| \| \| \| \| \| Ursus thibetanus (l'Ours du Tibet) \| \| \| \| |
|  | |
|  | Ursus americanus (l'Ours noir)                                                                        |
|  | |
|  | Ursus thibetanus (l'Ours du Tibet)                                                                    |
|  | |

|  | Ursus americanus (l'Ours noir)     |
|  |                                    |
|  | Ursus thibetanus (l'Ours du Tibet) |
|  |                                    |

|  | Ursus arctos (l'Ours brun)     |
|  |                                |
|  | Ursus maritimus (l'Ours blanc) |
|  |                                |

|  | Helarctos malayanus (l'Ours malais)                                                                   |
|  | |
|  | \| \| Ursus americanus (l'Ours noir) \| \| \| \| \| \| Ursus thibetanus (l'Ours du Tibet) \| \| \| \| |
|  | |
|  | Ursus americanus (l'Ours noir)                                                                        |
|  | |
|  | Ursus thibetanus (l'Ours du Tibet)                                                                    |
|  | |

|  | Ursus americanus (l'Ours noir)     |
|  |                                    |
|  | Ursus thibetanus (l'Ours du Tibet) |
|  |                                    |

|  | Ursus arctos (l'Ours brun)     |
|  |                                |
|  | Ursus maritimus (l'Ours blanc) |
|  |                                |

|  | Helarctos malayanus (l'Ours malais)                                                                   |
|  | |
|  | \| \| Ursus americanus (l'Ours noir) \| \| \| \| \| \| Ursus thibetanus (l'Ours du Tibet) \| \| \| \| |
|  | |
|  | Ursus americanus (l'Ours noir)                                                                        |
|  | |
|  | Ursus thibetanus (l'Ours du Tibet)                                                                    |
|  | |

|  | Ursus americanus (l'Ours noir)     |
|  |                                    |
|  | Ursus thibetanus (l'Ours du Tibet) |
|  |                                    |

|  | Ursus arctos (l'Ours brun)     |
|  |                                |
|  | Ursus maritimus (l'Ours blanc) |
|  |                                |

|  | Helarctos malayanus (l'Ours malais)                                                                   |
|  | |
|  | \| \| Ursus americanus (l'Ours noir) \| \| \| \| \| \| Ursus thibetanus (l'Ours du Tibet) \| \| \| \| |
|  | |
|  | Ursus americanus (l'Ours noir)                                                                        |
|  | |
|  | Ursus thibetanus (l'Ours du Tibet)                                                                    |
|  | |

|  | Ursus americanus (l'Ours noir)     |
|  |                                    |
|  | Ursus thibetanus (l'Ours du Tibet) |
|  |                                    |

|  | Ursus arctos (l'Ours brun)     |
|  |                                |
|  | Ursus maritimus (l'Ours blanc) |
|  |                                |

|  | Helarctos malayanus (l'Ours malais)                                                                   |
|  | |
|  | \| \| Ursus americanus (l'Ours noir) \| \| \| \| \| \| Ursus thibetanus (l'Ours du Tibet) \| \| \| \| |
|  | |
|  | Ursus americanus (l'Ours noir)                                                                        |
|  | |
|  | Ursus thibetanus (l'Ours du Tibet)                                                                    |
|  | |

|  | Ursus americanus (l'Ours noir)     |
|  |                                    |
|  | Ursus thibetanus (l'Ours du Tibet) |
|  |                                    |

|  | Ursus arctos (l'Ours brun)     |
|  |                                |
|  | Ursus maritimus (l'Ours blanc) |
|  |                                |

|  | Helarctos malayanus (l'Ours malais)                                                                   |
|  | |
|  | \| \| Ursus americanus (l'Ours noir) \| \| \| \| \| \| Ursus thibetanus (l'Ours du Tibet) \| \| \| \| |
|  | |
|  | Ursus americanus (l'Ours noir)                                                                        |
|  | |
|  | Ursus thibetanus (l'Ours du Tibet)                                                                    |
|  | |

|  | Ursus americanus (l'Ours noir)     |
|  |                                    |
|  | Ursus thibetanus (l'Ours du Tibet) |
|  |                                    |

|  | Ursus arctos (l'Ours brun)     |
|  |                                |
|  | Ursus maritimus (l'Ours blanc) |
|  |                                |

|  | Helarctos malayanus (l'Ours malais)                                                                   |
|  | |
|  | \| \| Ursus americanus (l'Ours noir) \| \| \| \| \| \| Ursus thibetanus (l'Ours du Tibet) \| \| \| \| |
|  | |
|  | Ursus americanus (l'Ours noir)                                                                        |
|  | |
|  | Ursus thibetanus (l'Ours du Tibet)                                                                    |
|  | |

|  | Ursus americanus (l'Ours noir)     |
|  |                                    |
|  | Ursus thibetanus (l'Ours du Tibet) |
|  |                                    |

|  | Ursus arctos (l'Ours brun)     |
|  |                                |
|  | Ursus maritimus (l'Ours blanc) |
|  |                                |

|  | Helarctos malayanus (l'Ours malais)                                                                   |
|  | |
|  | \| \| Ursus americanus (l'Ours noir) \| \| \| \| \| \| Ursus thibetanus (l'Ours du Tibet) \| \| \| \| |
|  | |
|  | Ursus americanus (l'Ours noir)                                                                        |
|  | |
|  | Ursus thibetanus (l'Ours du Tibet)                                                                    |
|  | |

|  | Ursus americanus (l'Ours noir)     |
|  |                                    |
|  | Ursus thibetanus (l'Ours du Tibet) |
|  |                                    |

|  | Ursus arctos (l'Ours brun)     |
|  |                                |
|  | Ursus maritimus (l'Ours blanc) |
|  |                                |

|  | Helarctos malayanus (l'Ours malais)                                                                   |
|  | |
|  | \| \| Ursus americanus (l'Ours noir) \| \| \| \| \| \| Ursus thibetanus (l'Ours du Tibet) \| \| \| \| |
|  | |
|  | Ursus americanus (l'Ours noir)                                                                        |
|  | |
|  | Ursus thibetanus (l'Ours du Tibet)                                                                    |
|  | |

|  | Ursus americanus (l'Ours noir)     |
|  |                                    |
|  | Ursus thibetanus (l'Ours du Tibet) |
|  |                                    |

|  | Ursus arctos (l'Ours brun)     |
|  |                                |
|  | Ursus maritimus (l'Ours blanc) |
|  |                                |

|  | Helarctos malayanus (l'Ours malais)                                                                   |
|  | |
|  | \| \| Ursus americanus (l'Ours noir) \| \| \| \| \| \| Ursus thibetanus (l'Ours du Tibet) \| \| \| \| |
|  | |
|  | Ursus americanus (l'Ours noir)                                                                        |
|  | |
|  | Ursus thibetanus (l'Ours du Tibet)                                                                    |
|  | |

|  | Ursus americanus (l'Ours noir)     |
|  |                                    |
|  | Ursus thibetanus (l'Ours du Tibet) |
|  |                                    |

|  | Ursus arctos (l'Ours brun)     |
|  |                                |
|  | Ursus maritimus (l'Ours blanc) |
|  |                                |

|  | Helarctos malayanus (l'Ours malais)                                                                   |
|  | |
|  | \| \| Ursus americanus (l'Ours noir) \| \| \| \| \| \| Ursus thibetanus (l'Ours du Tibet) \| \| \| \| |
|  | |
|  | Ursus americanus (l'Ours noir)                                                                        |
|  | |
|  | Ursus thibetanus (l'Ours du Tibet)                                                                    |
|  | |

|  | Ursus americanus (l'Ours noir)     |
|  |                                    |
|  | Ursus thibetanus (l'Ours du Tibet) |
|  |                                    |

## Répartition géographique

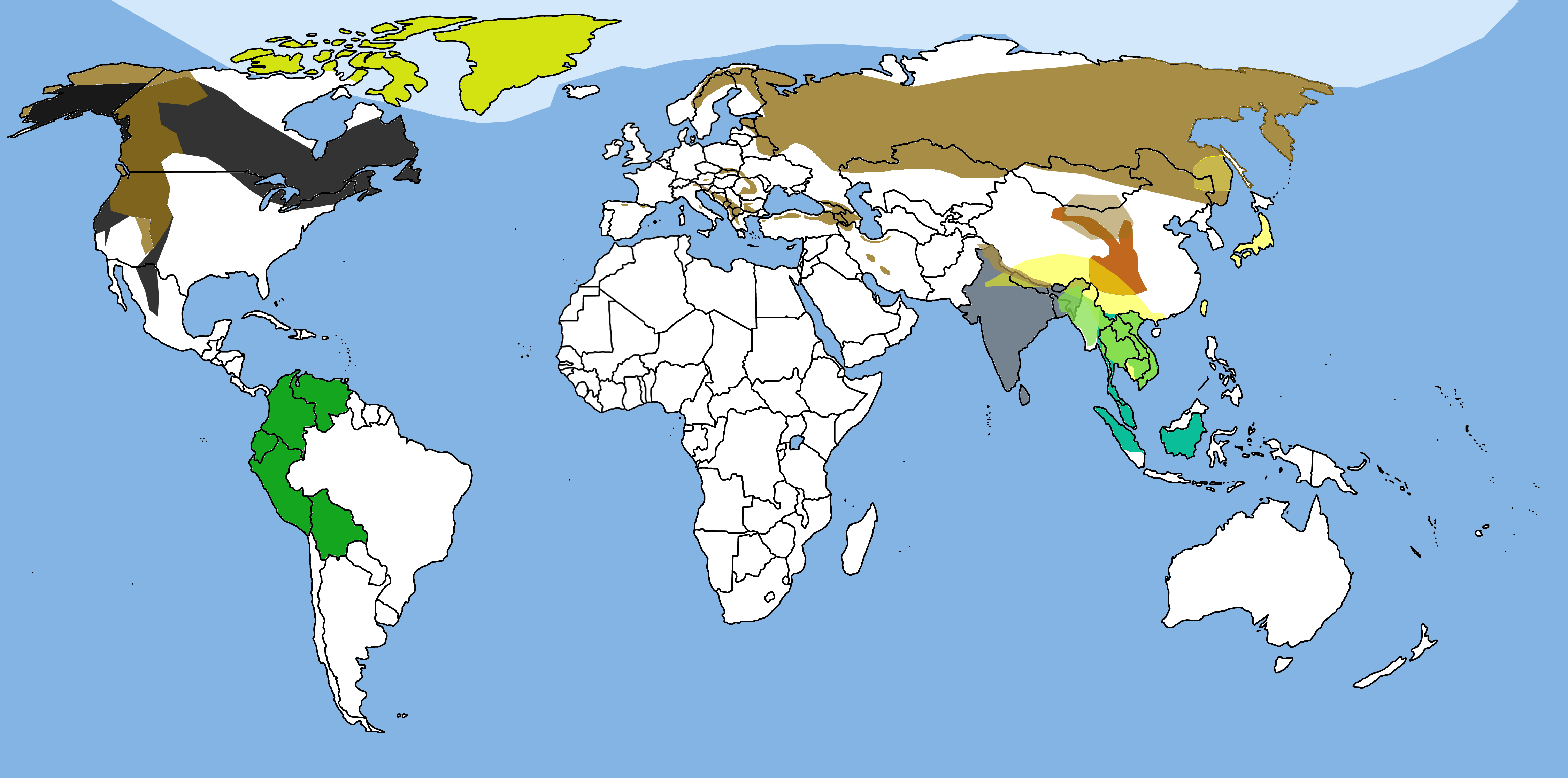
Ailuropoda melanoleuca (et ,)
Helarctos malayanus (et)
Melursus ursinus (et)
Tremarctos ornatus
Ursus americanus
Ursus thibetanus (et,, ,)
Ursus arctos (et)
Ursus maritimus

## Comportement
L'ours est généralement diurne, mais peut être actif la nuit ou au crépuscule, notamment près des habitations.
Les ours sont aidés par leur excellent sens de l'odorat, et malgré leur forte corpulence et une démarche maladroite, ils peuvent courir rapidement (jusqu'à 50 km/h) et sont des grimpeurs habiles comme d'excellents nageurs. Leurs dents sont utilisées pour la défense et comme outils et dépendent du régime de l'ours. Leurs griffes sont employées pour déchirer, creuser et attraper. Sur leurs pattes arrière, ils peuvent avoir une démarche bipède.

### Hivernation
Les ours sont des semi-hibernants. L'hivernation, contrairement à l'hibernation, n’entraîne pas une interruption de toutes les activités physiologiques. La température de leur corps descend relativement bas, mais ils peuvent se réveiller facilement. Les organes vitaux restent à une température normale pour réagir en cas de danger et l’ourse donne naissance aux petits pendant l’hiver. Beaucoup d'ours des régions nordiques hivernent ; ils se réfugient dans des grottes, cavernes et tanières, qui sont occupées par la plupart des espèces au cours de l'hiver pour cette longue période de sommeil.

### Régime alimentaire
Les ours sont principalement omnivores, bien que certains aient un régime plus spécialisé, comme les ours blancs, essentiellement carnivores. Ils mangent des lichens, des racines, des noix et des baies. Ils peuvent également aller à un fleuve ou à toute autre eau de surface pour capturer des poissons. Des animaux comme les brebis constituent également une source de nourriture. L'ours est une espèce méliphage (il aime le miel et les larves d'abeille quand il en trouve). Les ours voyageront généralement loin des sources de nourriture. Ils pratiquent habituellement la chasse au crépuscule, sauf quand des humains se trouvent dans le voisinage.

### Reproduction

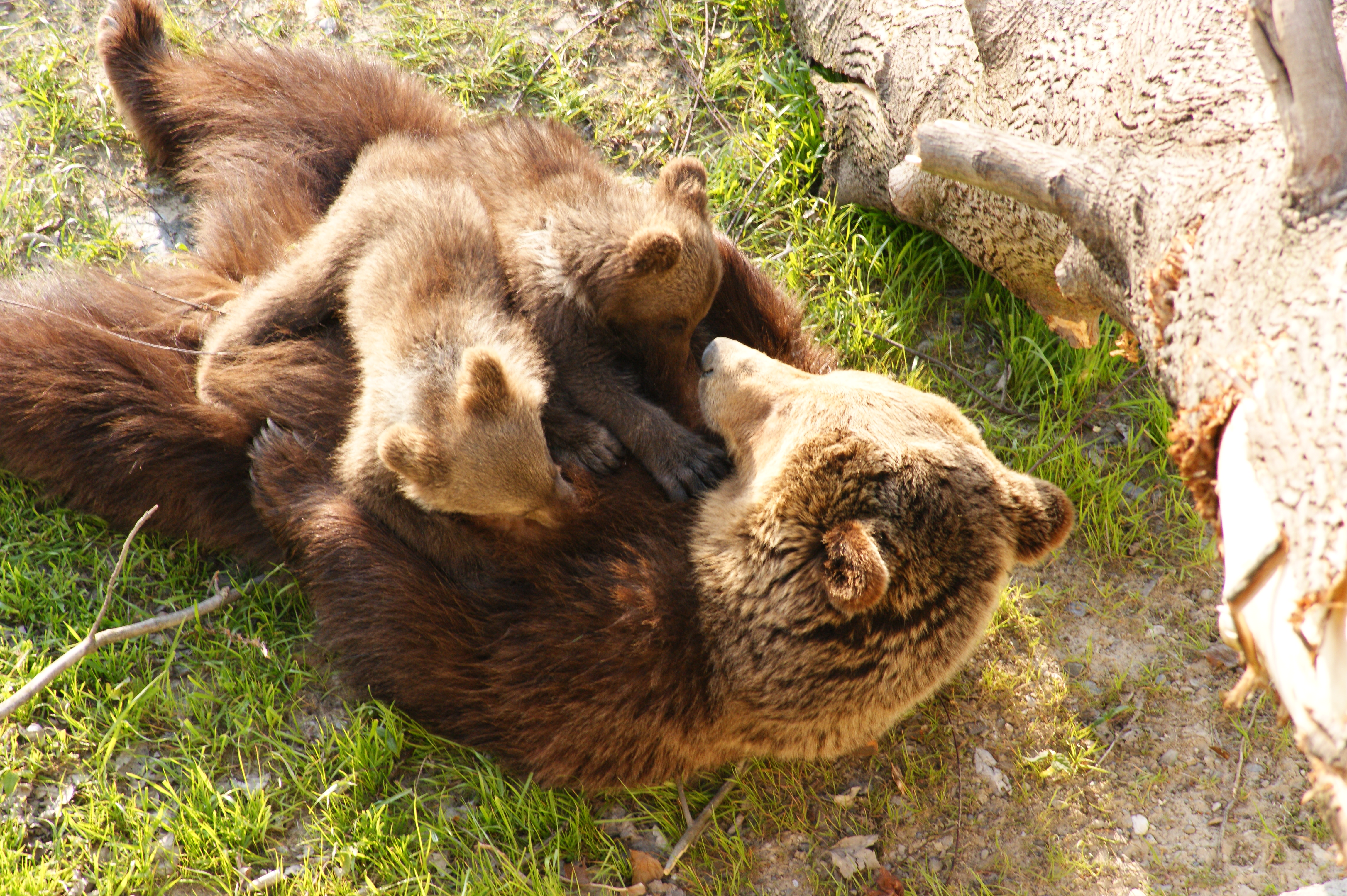
Ourse brune allaitant

À l'exception des périodes de reproduction et de l'éducation des jeunes animaux, les ours sont solitaires. La période de reproduction de l'ours est brève. Il se reproduit saisonnièrement, habituellement après l'hivernation. Les oursons viennent au monde édentés, aveugles et chauves. Habituellement en portées de 1 à 3, ils resteront avec la mère pendant six mois. D'abord nourris du lait maternel, ils commenceront à chasser avec la mère après trois mois. Puis, ils sont sevrés. Cependant, ils resteront dans les parages pendant trois ans. Les jeunes animaux atteignent leur maturité sexuelle à l'âge de sept ans.

## Territoire

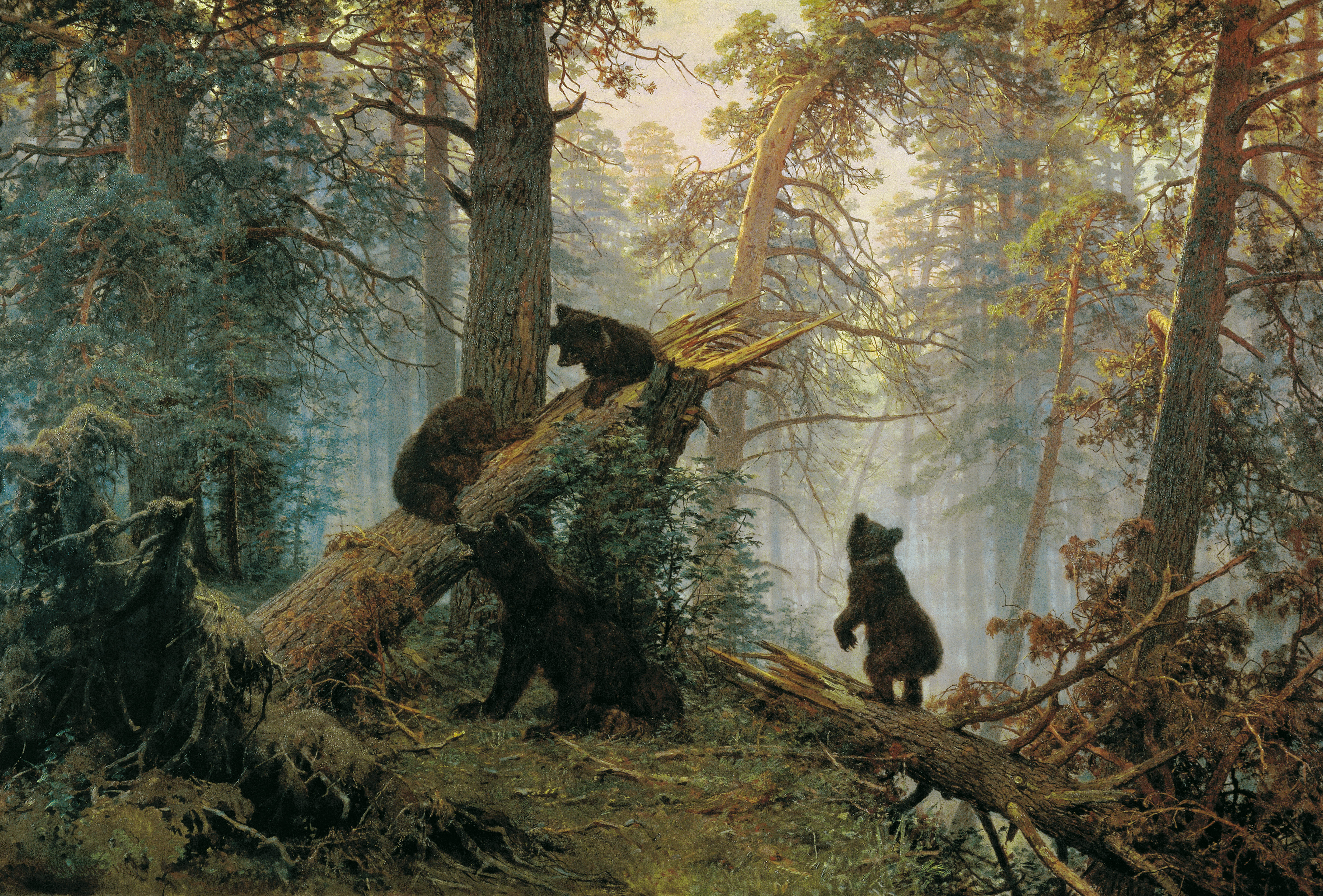
Territoire adapté à l'ours, Un matin dans une forêt de pins peint par Ivan Chichkine en 1886.

L'ours a besoin d'un vaste territoire à haut degré de naturalité. Ce type de milieu devient de plus en plus rare en Europe et régresse en Sibérie et en Amérique du Nord. Dans les forêts secondaires proches de zones urbaines ou de zones d'agriculture, même extensive, l'ours est sans cesse effrayé ou chassé. Les parcs nationaux lui convenant en Europe sont rares.
Les ours vivent dans les continents d'Europe, d'Amérique du Nord, d'Amérique du Sud et en Asie.

### Amérique et Asie

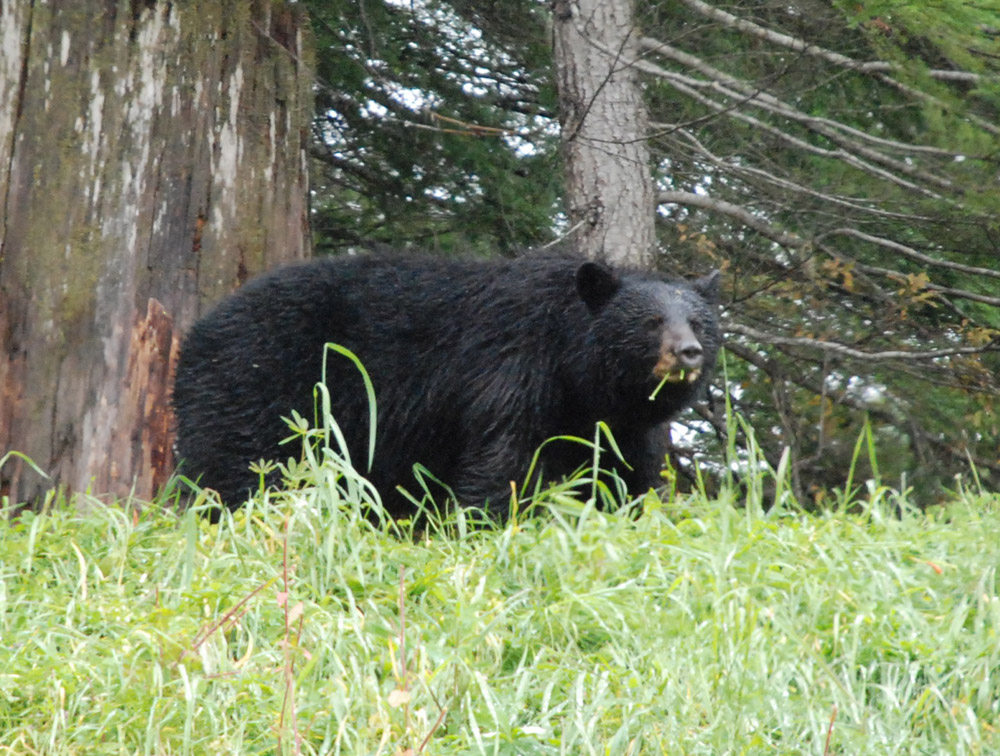
Ours noir à Whistler, Colombie Britannique, Canada

L'occupation par les ours bruns du continent américain et leur différenciation en Kodiak et Grizzli est très récente. La séparation d'avec les ours des régions tropicales est plus ancienne, l'ours à lunette d'Amérique du Sud étant le plus éloigné génétiquement. L'ours brun reste encore assez abondant en Sibérie (120 000 animaux dans les années 2000) et en Amérique du Nord (environ 50 000), surtout en Alaska et au Canada, sous la forme dite de l'ours grizzly, qui n'est qu'une forme géante de l'ours brun). Plus au sud, des populations se rencontrent au Proche-Orient, dans l'Himalaya, au Japon (environ 3 000 animaux sur l'île d'Hokkaido) et dans l'Ouest des États-Unis. Les Indiens d'Amérique du Nord qui portaient des crêtes iroquoises se raidissaient les cheveux avec de la graisse d'ours ou de l'huile de noix pour les rassembler en une sorte de corne.

### Europe
On peut signaler la présence au cours du Mésolithique d'un ours « domestique » — dont les dents présentent des indices de liens — en grotte à Sassenage (Isère).
Une cause du déclin de l'ours en Europe a été celui de son habitat, qui s'est accéléré au XVIIe siècle puis XIXe siècle ; dans son encyclopédie, Les Merveilles de la nature, parue en 1868, Alfred Brehm a écrit : « Les beaux temps de l'ours sont passés. L'espèce ne peut plus demeurer que dans les lieux que l'homme n'a pas encore envahis. (...) L'extension toujours croissante de l'homme sur la terre chasse l'ours et finira par le détruire complètement dans l'Europe centrale et méridionale ». Aujourd'hui leur territoire s'est considérablement réduit, du moins en Europe de l'Ouest avec quelques-uns dans les Pyrénées, une centaine en Espagne, en Italie dans les Abruzzes et une trentaine en Autriche. Il est encore relativement nombreux dans les forêts de Scandinavie, les Carpates, les Balkans et la Russie d'Europe (la population de ces quatre régions regroupe environ 12 000 animaux, soit l'essentiel de la population européenne).

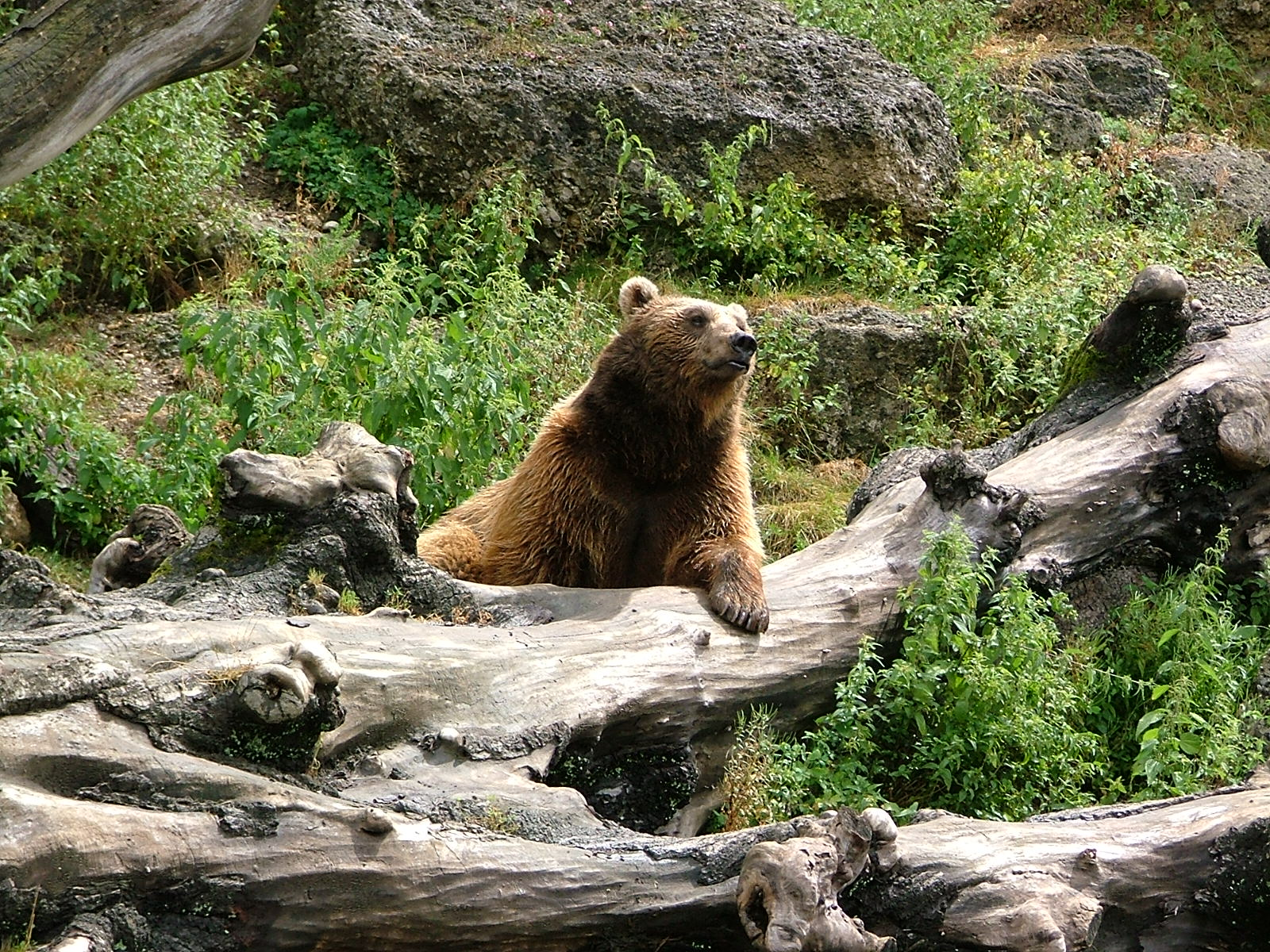
Ours brun présent dans une réserve autrichienne

En France, le Parc national des Pyrénées n'a pas été créé sur un territoire vraiment idéal pour les ours, mais là où les promoteurs, bergers et forestiers ont jugé qu'il serait le moins gênant pour eux. Aucune population viable d'ours ne s'y est donc jamais spontanément et durablement installée.

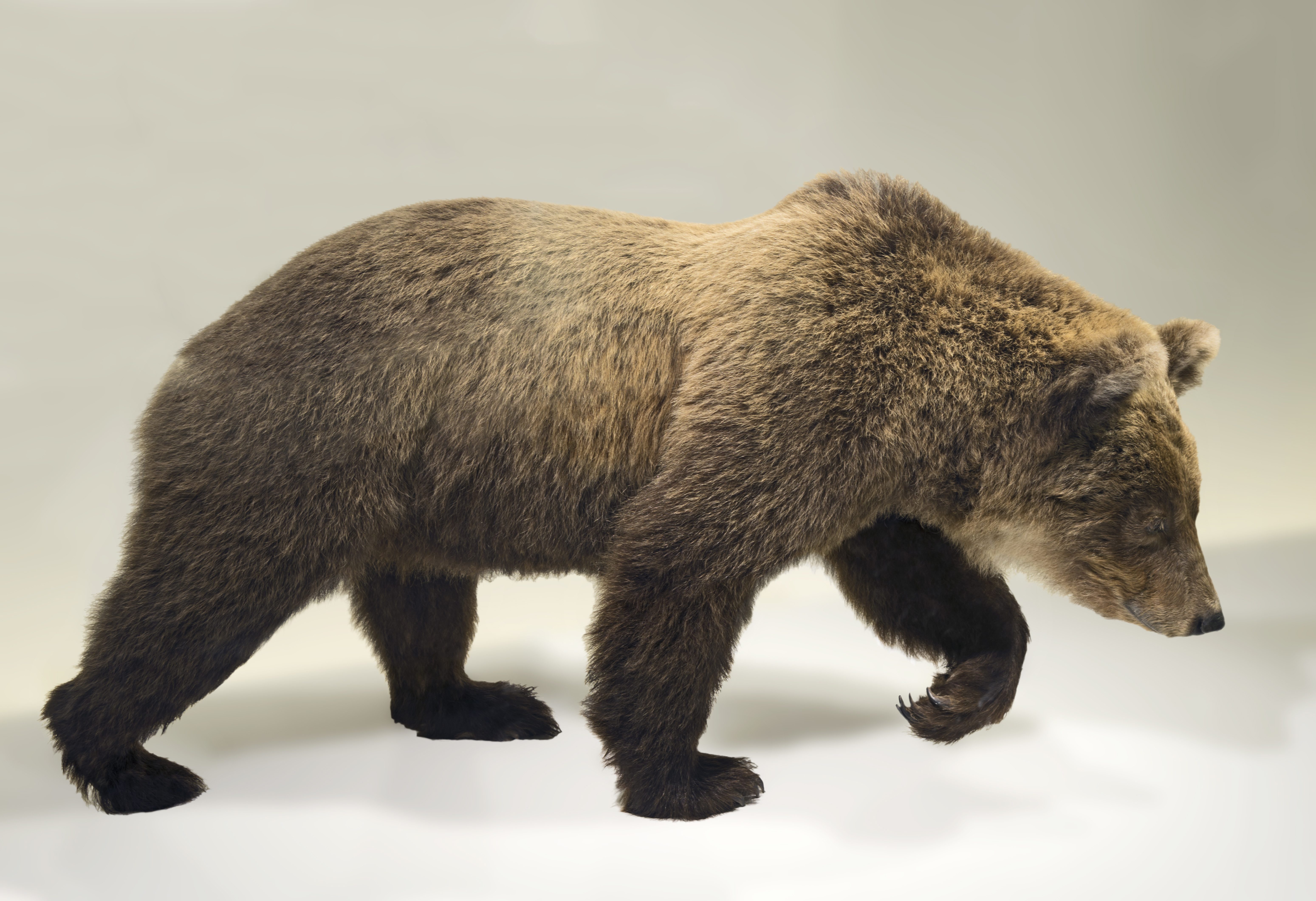
L'ourse Cannelle conservée au Muséum de Toulouse après sa naturalisation.

Dans les Pyrénées françaises la dernière ourse de souche, Cannelle a été abattue par un chasseur en 2004, ce qui a provoqué une vague de protestations et d'indignation de la part d'associations de protection de la nature et de défense des animaux (SEPANSO-Béarn, FIEP Groupe Ours Pyrénées, Nature Midi-Pyrénées, SNPN, ASPAS, One Voice, FNE, 30 Millions d'Amis, Fondation assistance aux animaux, Fondation Brigitte Bardot, SPA, WWF, Pays de l'Ours - Adet, Ferus). Alors que la lignée pyrénéenne était condamnée, cinq ours en provenance de Slovénie ont été relâchés en 2006, soulevant une controverse notamment chez les bergers et les éleveurs. La première ourse introduite, Palouma, a été retrouvée morte en août 2006 au bas d'une barre rocheuse à 2 100 m d'altitude. La deuxième ourse introduite, Franska, a été percutée mortellement par une voiture le 9 août 2007. En 2021, lors d'une battue aux sangliers, une ourse en compagnie de deux oursons a attaqué un chasseur et le blessant grièvement, celui-ci a abattu l'ourse. Cet accident a relancé la polémique entre les chasseurs et tenants de la protection des ours. Bien que les sondages montrent qu'une large majorité de la population est favorable au maintien d'une population ursine en France, l'espèce est toujours au bord de l'extinction dans ce pays qui abritait encore une centaine d'ours au début du XXe siècle [réf. nécessaire] ; dans les Alpes françaises, le dernier ours abattu avait toutefois été tué, selon les sources, à la veille de 1914-18 ou en 1921, le dernier ours vu ayant quant à lui fait l'objet d'un témoignage en 1937.
En Roumanie, des sociétés de chasse offrent la possibilité d'abattre un ours pour un peu plus d'un millier d'euros au cours de « safaris » controversés par les militants de la cause animale qui arguent que même quand un ours a un comportement familier (parce qu'il s'est habitué à l'homme par exemple), on peut l'effaroucher ou le capturer sans le stress occasionné par les battues ou les chasses traditionnelles. Un nouveau tourisme naturaliste d'observation du loup, de l'ours, du lynx ou du castor se développe, mais qui n'a pas assez de reconnaissance pour induire une véritable protection des habitats de ces espèces.[réf. nécessaire]

## Les ours et les humains

### Menace pour les humains
Quelques grandes espèces, telles l'ours des cavernes (éteint depuis 10 000 ans environ), l'ours blanc et le grizzly étaient ou sont dangereuses pour les humains particulièrement dans les secteurs où elles se sont habituées à la présence humaine, mais la plupart du temps, les ours sont timides et sont facilement effrayés par les humains. Cependant, comme de nombreuses autres espèces, ils défendront vigoureusement leur progéniture s'ils la sentent menacée.
L'ours de l'Atlas a récemment disparu (début XIXe siècle). Et en 2007, six des huit espèces reconnues par l'UICN sont menacées.
Souvent dérangé et effrayé par l'humain et obligé de se cacher le jour, il doit se nourrir, plus difficilement, la nuit ou par mauvais temps. Mal nourri à l'automne, il se réveille plus tôt et peut être plus encore tenté par les moutons ou ruches non surveillés ou mal protégés.
Dans les pays d'Amérique du Nord, en particulier au Canada, il est arrivé parfois de voir des ours dans les plus petites villes ou à proximité. Ils sont attirés par la nourriture et attaquent parfois les humains. Les Rangers tentent de les repousser chaque jour.

### Art et culture populaire
La place de l'ours est de tout temps particulière, cet animal fut peut-être divinisé dès l'époque préhistorique où il partageait son biotope avec les humains. L'ours occupe une place importante (mythologie, blason, folklore, onomastique), partout où il était présent. On le retrouve dans l'ours en peluche. Le culte de l'ours symbolise : puissance, renouveau, royauté.
Le nom indo-européen de l'ours (correspondant au grec ancien ἄρκτος / árktos, et au latin ursus) semble avoir fait l'objet d'un tabou chez les peuples slaves, baltiques et germaniques, qui étaient de ceux qui avaient le plus de contacts avec l'ours ; ils usaient pour le désigner de périphrases ou de qualificatifs, du type « le mangeur de miel », « le lécheur », « le grogneur ». Antoine Meillet remarque que des peuples non indo-européens voisins (Estoniens, Finlandais, Lapons) évitent aussi d'appeler l'ours par son nom et rappelle que « l'un des tabous de vocabulaire les plus fréquents porte, durant la saison de chasse, sur le nom de la bête qu'on chasse ». En Europe, le tabou portant sur le nom de l'ours pourrait remonter au Paléolithique.
Ainsi, le nom finnois de l'ours (karhu) devient kontio ou mesikämmen (« mains de miel ») dès qu'on rentre dans la forêt. En outre, les verbes « tuer » (tappaa) ou « chasser » (metsästää) ne sont pas utilisés en association avec le nom de l'ours : ils sont alors remplacés par l'euphémisme kaataa (« renverser »).
Le Kalevala contient également des poèmes de chasse pour expliquer à l'âme de l'ours que son décès relève en fait d'un accident et non d'un acte de chasse délibéré :
« En minä sinua kaannut : itse vierit vempeleltä. »
« Je ne t'ai pas abattu : c'est toi-même qui es tombé d'un arbre courbé. »

#### Citations et proverbes
L'ours a donné naissance à une grande variété d'expressions.
- « Il ne faut pas vendre la peau de l'ours avant de l'avoir tué », popularisé par la fable de La Fontaine L'Ours et les deux compagnons, mais se retrouve auparavant (chez Commynes), et dans les proverbes populaires[27].
- Proverbe polonais : « Un ours grogne quand une branche lui tombe sur la tête, mais il se tait sous le poids d’un arbre. »
- « Être un ours mal léché » signifie être bourru, désagréable.

#### L'ours dans la littérature

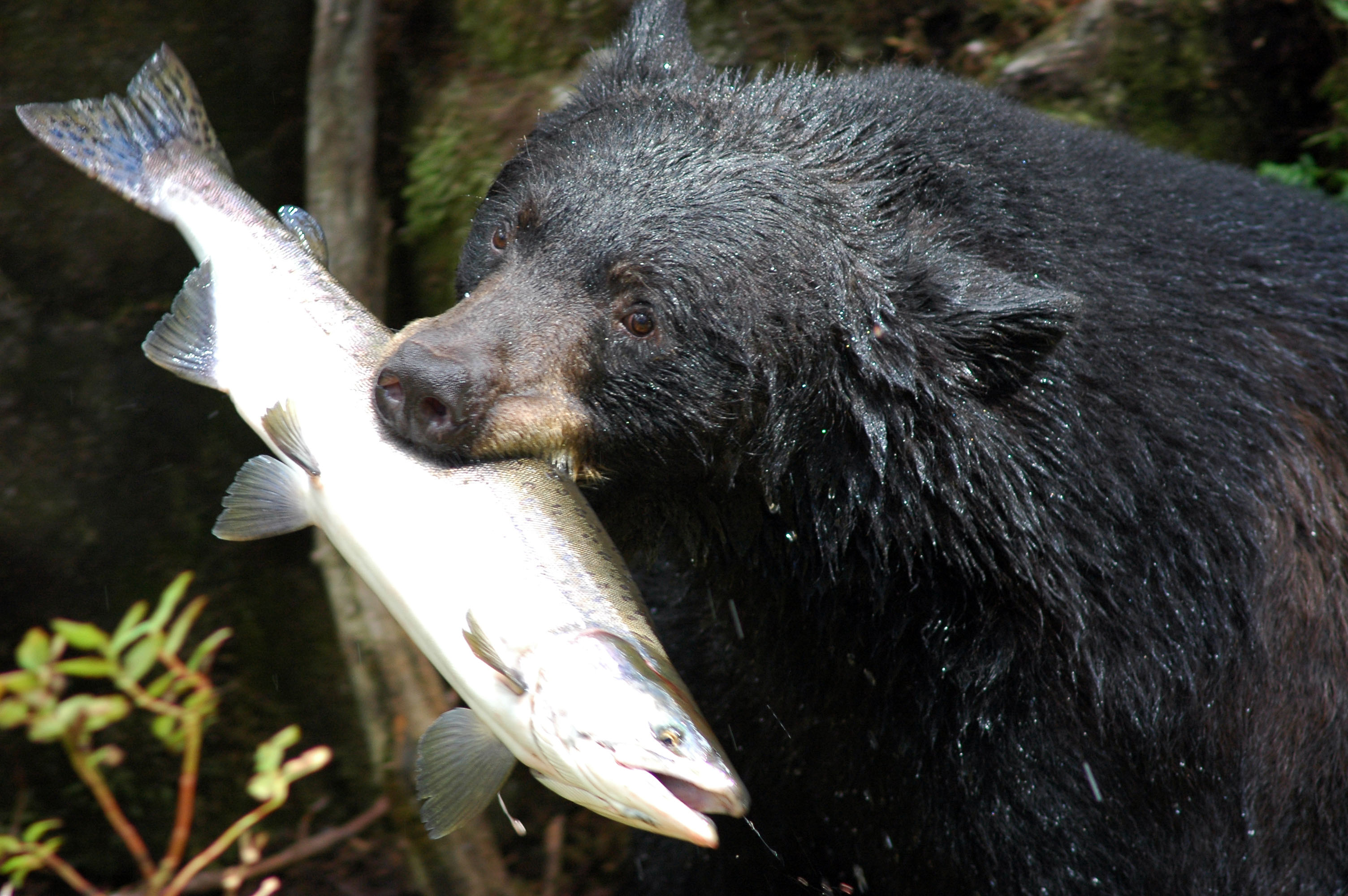
Ours noir avec un saumon

De nombreuses œuvres font mention d'ours, mis en scène plus ou moins à leur avantage ou désavantage dans la littérature classique.

Un exemple remarquable nous est donné par le Guerre et Paix de Léon Tolstoï, qui donne à voir au lecteur l'ours Michka, mascotte d'une coterie de jeunes nobles militaires. D'abord, Tolstoï outre son lecteur en nous montrant l'ourson Michka enchaîné et apparemment maltraité par les jeunes officiers, qui, ayant trop bu, badinent avec l'ours.
Plus loin, dans le troisième salon, au milieu du tohu-bohu général des rires et des cris, le grognement d’un ours se faisait entendre. Huit jeunes gens se pressaient anxieusement autour d’une fenêtre ouverte ; trois d’entre eux jouaient avec un ourson, que l’un d’eux traînait à la chaîne en l’excitant contre son camarade pour lui faire peur.
Un peu plus tard, l'ours apparaît comme un compagnon régulier du badinage des jeunes gens : 
– Allons ! s’écria Pierre, allons, et en avant Michka ! » Il saisit l’ourson, l’entoura de ses bras, le souleva de terre et se mit à valser avec lui tout autour de la chambre.
Non loin dans le même chapitre, apparaît la conclusion des avanies oursines :
– Mais qu’ont-ils donc fait ? demanda la comtesse.
– Ce sont de véritables brigands, Dologhow surtout, reprit Mme Karaguine : il est le fils de Marie Ivanovna Dologhow, une dame si respectable… Croiriez-vous qu’à eux trois ils se sont emparés, je ne sais où, d’un ourson, qu’ils l’ont fourré avec eux en voiture et mené chez des actrices. La police a voulu les arrêter. Alors… qu’ont-ils imaginé ?… Ils ont saisi l’officier de police ; et, après l’avoir attaché sur le dos de l’ourson, ils l’ont lâché dans la Moïka, l’ourson nageant avec l’homme de police sur son dos.
- Ce Dologhow est une bien vile truffe, rétorqua la comtesse, et coupable de bien noires ourseries !
Mme Karaguine secoua son éventail, murmurant :
- Oui, c'est assez outrant. Que devenir si tant d'hommes se comportent dans le monde comme ce Pierre et ce Dologhow ?
Un autre exemple transparait dans le personnage Winnie l'ourson, un personnage éponyme de la littérature d'enfance par le Britannique Alan Alexander Milne en 1926.

### Astronomie

#### Constellation de la Grande Ourse
Le nom de la Grande Ourse est issue d'une légende grecque. Selon la légende, la constellation de la Grande Ourse représente la nymphe Callisto. Réputée pour sa grande beauté, Zeus s'en éprit et parvint à la séduire en prenant les traits d'un autre (possiblement Apollon). De leur union charnelle naquit un enfant nommé Arcas. Toutefois, lorsque Héra, la femme de Zeus, apprit leur liaison, dans un élan de jalousie, elle changea la nymphe Callisto en ourse, d'où le nom de la constellation de la Grande Ourse. De cette transformation vengeresse, Héra condamna Callisto à errer dans les montagnes. Par la suite, Zeus pris la décision de placer l'ourse Callisto parmi les étoiles,,.

#### Constellation de la Petite Ourse
La légende raconte que la constellation de la Petite Ourse représenterait Arcas, l'enfant issu de l'union entre la nymphe Callisto et Zeus. À la suite de la transformation de sa mère en ourse initiée par Héra, Arcas décida de la rejoindre parmi les étoiles,.

### Menaces pour les ours
L'ours souffre de la chasse et du commerce illicite, notamment le marché asiatique de la bile d'ours, mais aussi de la fragmentation écologique de son habitat, du roadkill et du dérangement.

#### Conséquence de l'industrialisation
À l'époque moderne, les populations d'ours sont victimes de pressions (comme celles des éleveurs dans les Pyrénées), de l'empiètement de l'homme sur son habitat naturel. L'ours polaire est lui menacé par le recul rapide des glaces qui constituent son habitat naturel.
Les ours étant omnivores, mais volontiers consommateurs de cadavres et vivant longtemps, sans être au sommet de la pyramide alimentaire, ils accumulent de nombreux polluants (radioactivité dans les zones de retombées du nuage de Tchernobyl, métaux lourds, organochlorés, pesticides, etc. particulièrement l'ours blanc).
Animal volontiers cavernicole, il entre aussi facilement dans les tunnels ferroviaires où il peut être blessé ou tué par les trains.

#### Chasse

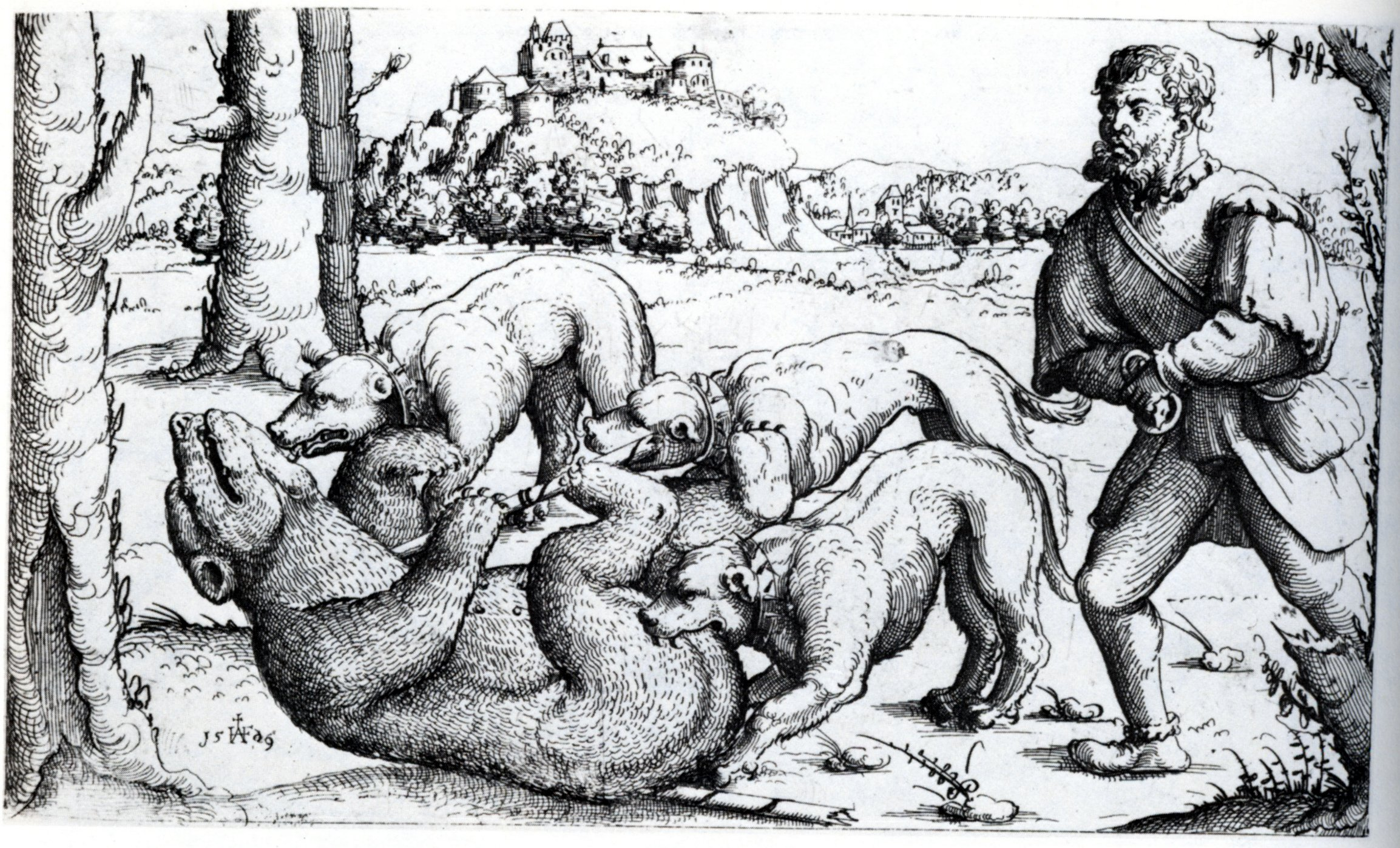
Chasse à l'ours Eau-forte (A. Hirschvogel (1503–1553)

Les humains sont entrés en conflit avec l'ours, prédateur et rival direct, dès la Préhistoire. L'élimination de l'ours des cavernes par l'homme à la fin de la dernière glaciation est discutée (Des facteurs climatiques et/ou génétiques pourraient être en cause, mais cette espèce avait supporté deux glaciations précédentes). L'ours a été intensivement chassé, pour défendre le bétail, de manière rituelle (par les inuits) pour sa chair ou plus récemment pour le « sport ». Le moine Abélard a signé un document interdisant à ses moines de chasser l'ours plus de deux jours par semaine, et un menu précise que 300 oursons farcis ont été servis à un seul banquet donné par le roi Louis XIV.
Les ours sont chassés depuis la préhistoire pour leur viande et leur fourrure. Les produits tirés de l'ours ont longtemps été réputés dans diverses pharmacopées, sa bile, sa peau, son cuir, sa graisse, ses dents et ses griffes se virent attribuer de nombreuses vertus, et ce, dans toutes les cultures. Sa viande semble avoir été au contraire peu appréciée, et considérée taboue en Europe orientale. La chasse est principalement liée au commerce international illicite de leur fourrure, griffes mais aussi leur vésicule biliaire. Le braconnage et le commerce international d'ours appartenant aux populations les plus menacées est interdit, mais se pratique toujours. En Asie, dans certains élevages d'ours pour la pharmacopée traditionnelle chinoise, les cruelles conditions d'extraction (de bile notamment) sont sujettes à controverse.

#### Captivité

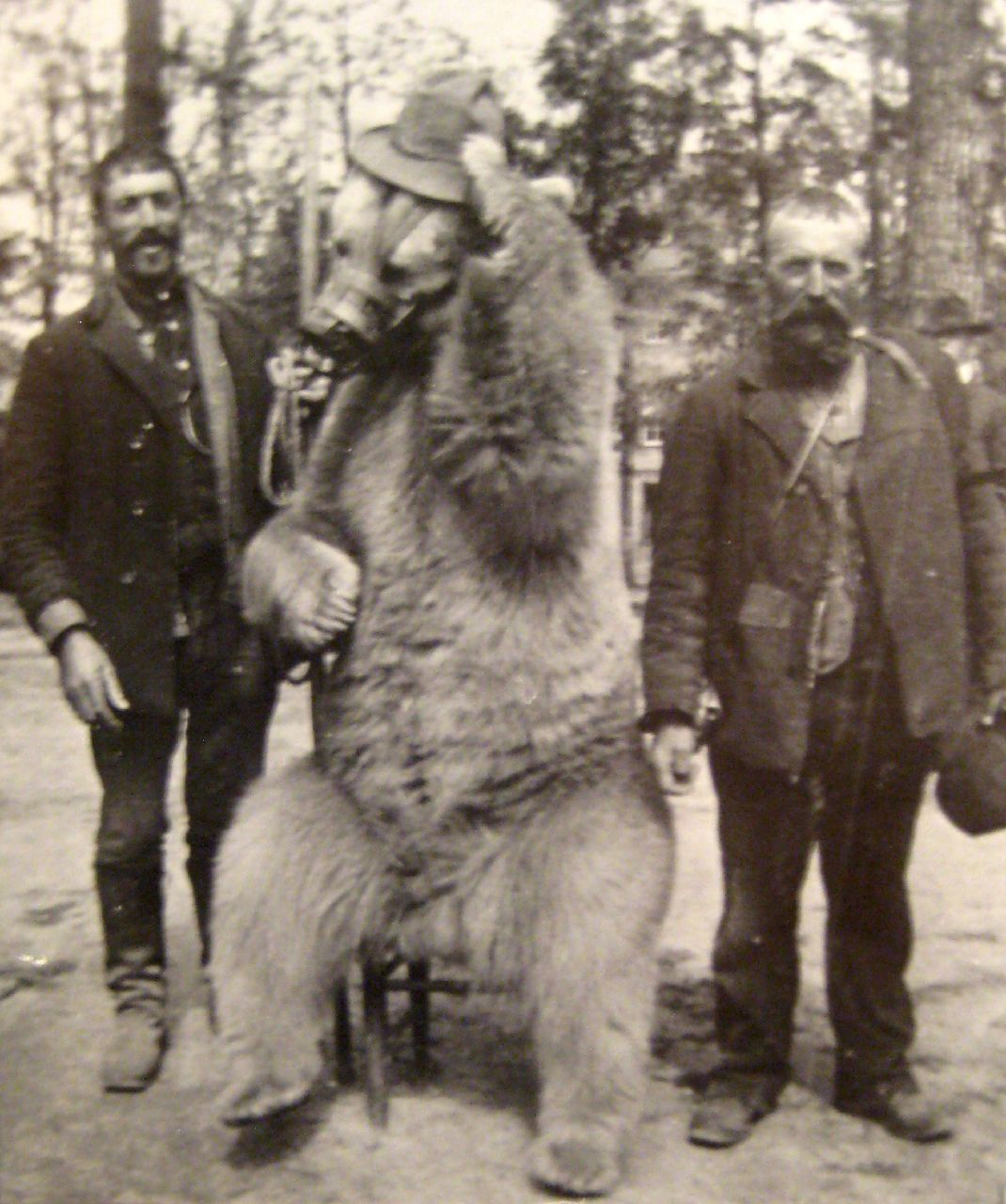
Ours dressé pour la danse photographié en 1900 aux États-Unis

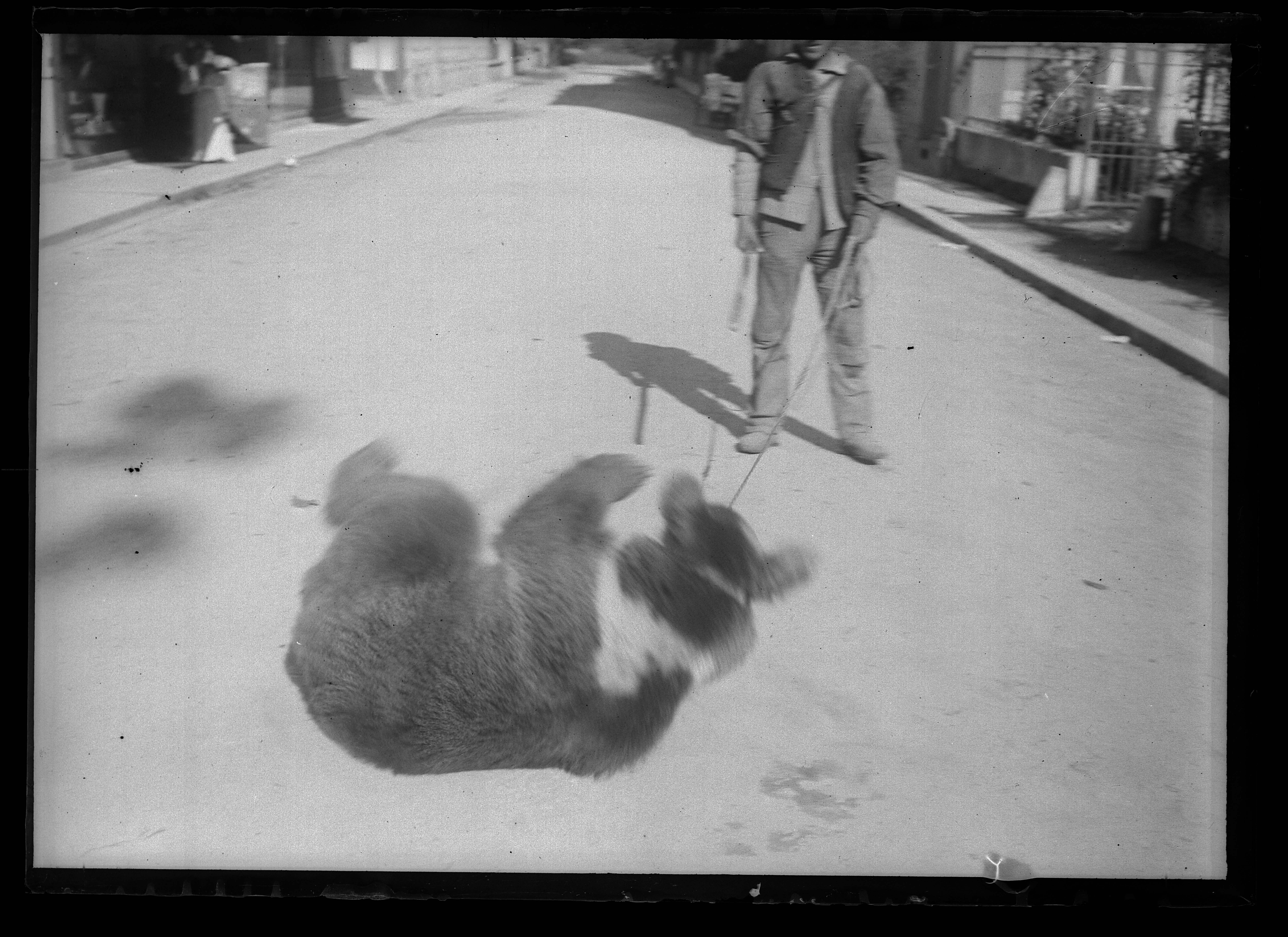
Montreur d'ours à Luchon (1895) par Eugène Trutat - Photothèque du Museum de Toulouse

Des ours ont été gardés dans des ménageries de princes ou de saltimbanques en Europe et Asie. Le dressage d'ours était très populaire, et continue à se perpétuer jusqu'à nos jours ; ces spectacles sont de plus en plus controversés eu égard à la souffrance des animaux, dressés dans des conditions violentes (à l'aide de fouets, tisons enflammés, etc.), et certains pays (comme la Turquie, la Grèce ou la Bulgarie, mais pas la France à ce jour) ont interdit l'exhibition d'ours « savants ».
Les ours sont aussi des hôtes fréquents des zoos ; toutefois, il est devenu très rare que des animaux soient prélevés dans la nature pour peupler de tels établissements (la reproduction des ours en captivité est très aisée, du moins chez l'ours brun), et leurs conditions de vie se sont souvent améliorées depuis une vingtaine d'années. Les ours sont progressivement retirés des fosses archaïques comme celles du Jardin des Plantes à Paris, et ils sont de plus en plus souvent présentés dans de grands parcs boisés qui leur offrent des conditions de vie un peu plus proches de la nature (par exemple Thoiry, le CERZA, le parc animalier de Sainte-Croix, etc.) ; il est significatif de noter que les ours recouvrent alors fréquemment des comportements « naturels » comme la léthargie hivernale.